# Lepidochrysops plebeia
Lepidochrysops plebeia är en fjärilsart som beskrevs av Butler 1898. Lepidochrysops plebeia ingår i släktet Lepidochrysops och familjen juvelvingar. Inga underarter finns listade i Catalogue of Life.